# Sexy Zebras
Sexy Zebras es un grupo musical español de rock alternativo e indie rock, originario del barrio de Hortaleza (Madrid). La banda, integrada desde 2019 por Gabriel Montes, José Luna y Jesús Luna comenzó su andadura musical en 2005, y ha basado su irrupción en el panorama indie nacional en su potente directo, reforzado en su presencia en numerosos conciertos y festivales en España e Hispanoamérica.
En 2015 fueron nominados al Premio MTV Europe Music Award al Mejor Artista Español. Han publicado seis álbumes de estudio: Nada más lejos de la realidad (2011), Volvamos a la selva (2013), Hola, somos los putos Sexy Zebras (2015), La polla (2017), Calle Liberación (2022) y Bravo (2025), y están considerados una de las bandas más importantes del panorama nacional.

## Historia

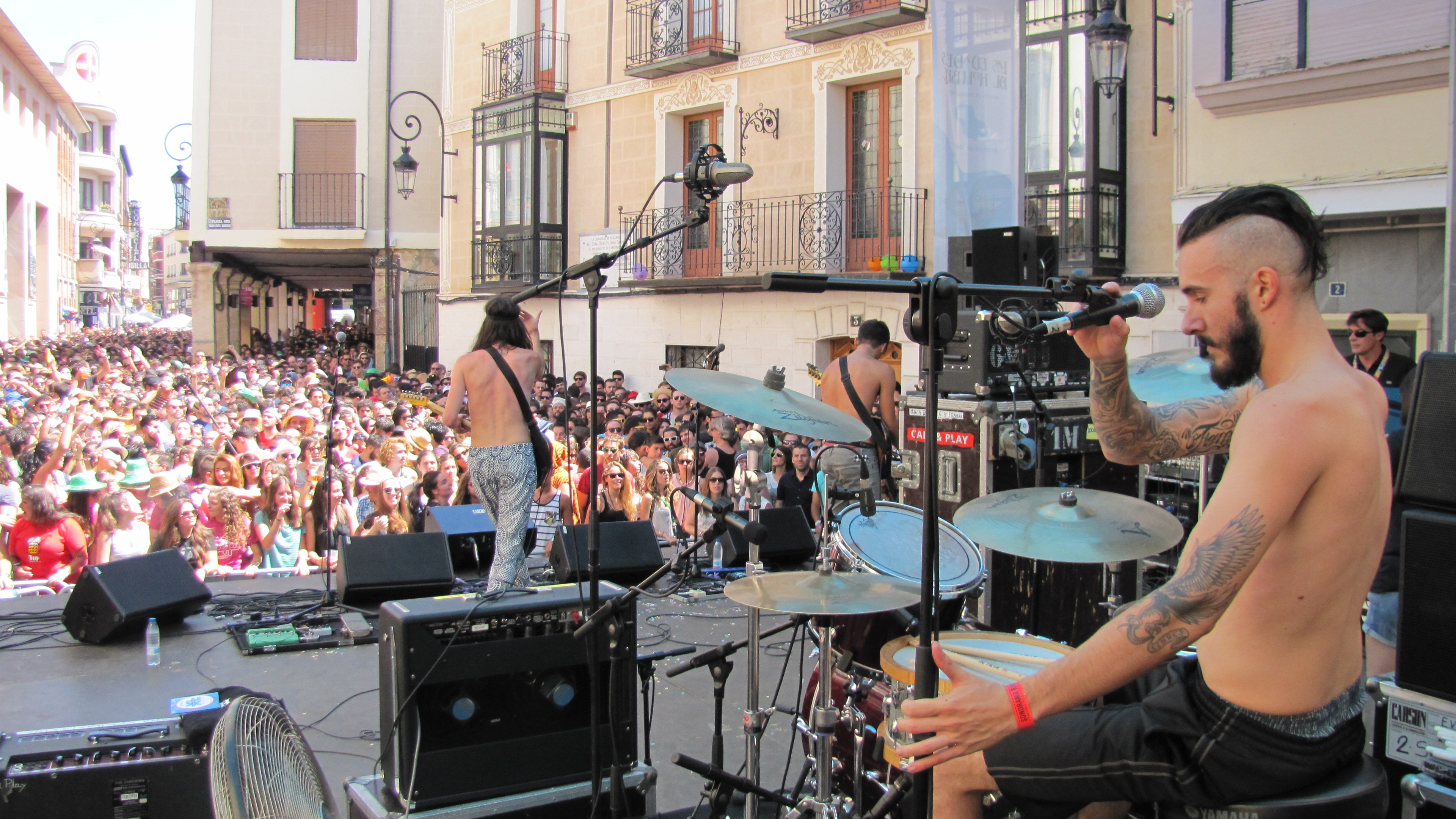
Sexy Zebras en la plaza del Trigo durante el Sonorama 2014.

El grupo se formó en 2005 en el barrio madrileño de Hortaleza, y su formación original estaba compuesta por Gabriel Montes (voz principal y bajista), José Luna (guitarrista y voz) y Samuel Torío (baterista y coros). En 2019 Samuel Torío dejó el grupo y fue sustituido por Jesús Luna, hermano del guitarrista José. Estuvieron grabando maquetas hasta 2009.
Tras el lanzamiento de su primer disco Nada más lejos de la realidad con la discográfica A New Label en 2011, comenzaron a figurar en algunos de los festivales más importantes del país, como el Sonorama 2011 o el Arenal Sound.
Su segundo álbum Volvamos a la selva, de 2013, fue el primero lanzado por su propio sello discográfico, Vagabundo Records. Con más de 300 conciertos tras de sí, destacó su cierre de la plaza del Trigo en el Sonorama 2014 y su primera gira por México.
En 2015 se publicó que firmaban con la editora Universal Music Publishing. En 2016, actuaron como teloneros en España de la banda australiana 5 Seconds of Summer durante su gira Sounds Live Feels Live Tour. Ese mismo año fueron galardonados en los Premios de la Música Independiente como mejor artista español.
Su último disco, Calle Liberación (publicado en 2022 por Altafonte), lleva el nombre de la calle del barrio de Hortaleza donde se criaron, y supuso su consolidación como una de las bandas más relevantes del panorama nacional; el álbum fue incluido entre las listas de mejores álbumes del año. En 2023 grabaron un concierto en la Sala Riviera que fue publicado bajo el título de La Palmera.

## Integrantes
- Gabriel Montes (voz principal y bajo)
- José Luna (guitarra y voz)
- Jesús Luna (batería y coros)

## Discografía
| Año  | Álbum                             | Discográfica      | Productor     |
| 2011 | Nada más lejos de la realidad     | A New Label       | Joe Marlett   |
| 2013 | Volvamos a la selva               | Vagabundo Records | Autoproducido |
| 2015 | Hola, somos los putos Sexy Zebras | Vagabundo Records | Autoproducido |
| 2017 | La polla                          | Vagabundo Records | Autoproducido |
| 2022 | Calle Liberación                  | Altafonte         | Raúl Pérez    |
| 2023 | La Palmera (en directo)           | Universal Music   | Autoproducido |
| 2025 | Bravo                             | Warner Music      |               |